# Rosa Otto-Martineck
Rosa Otto-Martineck, geborene Rosa Martineck (* 10. Mai 1836 in Magdeburg; † 27. Februar 1928 in Schwerin) war eine deutsche Theaterschauspielerin.

## Leben
Sie begann ihre Bühnenlaufbahn im Herbst 1855 in Königsberg, kam dann nach Mannheim und von dort nach kurzer Zeit ans Hoftheater Schwerin. Dort wirkte die Künstlerin erst als Liebhaberin, sodann als Heldin und Heldenmutter, und was sie als junge, reichtalentierte Schauspielerin versprach, das war sie als Künstlerin in des Wortes bester Bedeutung geworden. 
In Anerkennung ihrer langjährigen getreuen künstlerischen Wirksamkeit am Schweriner Hoftheater wurde sie, als sie sich entschloss von der Bühne abzugehen, 1897 zum Ehrenmitglied dieses Instituts ernannt.
Drei Söhne aus ihrer Ehe mit Wilhelm Otto widmeten sich ebenfalls der Schauspielerei, zwei davon waren Alex und Julius Otto.